# Гбе
Языки гбе — языковой кластер, в который входят около 20 родственных языков, распространённых на территории между Западной Ганой и Восточной Нигерией. Число носителей — 4—8 млн чел. Наиболее распространённые языки гбе — эве (3 млн носителей в Гане и Того) и фон (1,7 млн носителей, в основном в Бенине). Гбе традиционно относились к языкам ква, однако в последнее время классифицируются как вольта-нигерские языки. Они включают в себя пять крупных кластеров диалектов: эве, фон, ажа (аджа), жен, и фла-фера (сафе).
Большинство народов гбе мигрировали в нынешний ареал проживания с востока несколькими волнами между X и XV веками. Считается, однако, что некоторые народы фла-фера являются коренными жителями этого района, смешавшимися с иммигрантами гбе, а жен, вероятно, являются выходцами с севера Га или Фанти. В конце XVIII века многие носители гбе попали в рабство и были перевезены в Новый Свет, поэтому языки гбе сыграли определённую роль в возникновении ряда креольских языков Вест-Индии.
Лингвистические исследования в языков гбе были начаты немецкими миссионерами около 1840 года. Одним из крупнейших исследователей гбе стал в первой половине XX века африканист Дидрих Вестерман. В 1988 году Х. Капо (Hounkpati B. C. Capo) опубликовал первую внутреннюю классификацию языков гбе, а в 1991 году — сравнительную фонологию.
Гбе — тоновые, изолирующие языки, основной порядок слов — SVO.